# جون جونگ-لین
جون جونگ-لین (انگلیسی: Jun Jung-lin؛ زادهٔ ۲۷ ژانویهٔ ۱۹۸۹) ورزشکار بابسلد اهل کره جنوبی است.
از باشگاه‌هایی که در آن بازی کرده‌است می‌توان به دانشگاه یانسه اشاره کرد.